# VRGB Gießen 1953
Der VRGB Gießen 1953 e.V. ist ein Sportverein aus Gießen.

## Geschichte
Er wurde im Jahr 1953 als Versehrtensportverein gegründet. Es war die Initiative von Menschen, die durch Krieg verletzt und versehrt wurden. Sie fanden in den üblichen Sportvereinen keine Sportangebote, die ihre Behinderungen entsprechend berücksichtigen konnten.
Natürlich wandelte sich die Struktur der Mitglieder mit der Zeit. Aus der Zielgruppe der „Versehrten“ wurden die Gruppe der Behinderten und gesundheitlich Eingeschränkten. Wenn im Namen des Vereins das „R“ für Rehabilitation zwar ziemlich weit vorne steht, so ist er offen für alle Interessierten, egal ob mit oder ohne Behinderung.

## Angebote
Hauptsächlich bietet er Programm im (Reha-Sport) – Rehabilitationssport sowie als Freizeitsport für seine Mitglieder an. Er hat zurzeit vier Abteilungen:
- Wirbelsäulengymnastik
- Wassergymnastik
- Bosseln (Reha-Sport)
- Seniorengymnastik

## Meisterschaften Behindertensport
Im Jahr 2014 errang die Frauenmannschaft im Bosseln (Reha-Sport) die Titel des Hessenmeisters. Damit qualifizierten sie sich für die Teilnahme an der Deutschen Meisterschaft in Sondershausen. Dort erreichte die Mannschaft den 13. Platz.
2015: Männer: Hessischer Vizemeister, Frauen: 3. der Hessenmeisterschaft